# Алфедена
Алфедѐна (на италиански: Alfedena, на местен диалект Fëdena, Фъдена) е село и община в Южна Италия, провинция Акуила, регион Абруцо. Разположено е на 914 m надморска височина. Населението на общината е 860 души (към 2011 г.).